# Líbano nos Jogos Olímpicos de Inverno de 1952
O Líbano competiu nos Jogos Olímpicos de Inverno de 1952, realizados em Oslo, Noruega